# Рам Мукерджи
Рам Мукерджи е индийски филмов режисьор, продуцент и сценарист.

## Биография
Рам Мукерджи е основателят на едно от най-известните боливудски киностудия – Filmalaya. Макар че се изявява също и като продуцент и сценарист, той си остава най-известен като режисьор.
Рам е част от идийския филмов клан Мукерджи-Самарт. Женен е за бившата певица Кришна Мукерджи, от която има син и дъщеря. Той е бащата на известната индийска актриса Рани Мукерджи.

## Филмография
Режисьор
| Година | Филм                   |  |
| ------ | ---------------------- |  |
| 1994   | Raktanadir Dhara       |  |
| 1993   | Tomar Rakte Amar Sohag |  |
| 1992   | Raktalekha             |  |
| 1972   | Ek Bar Mooskura Do     |  |
| 1964   | Leader                 |  |
| 1960   | Hum Hindustani         |  |

Продуцент
| Година | Филм     |  |
| ------ | -------- |  |
| 1969   | Sambandh |  |

Сценарист
| Година | Филм   |                               |
| ------ | ------ | ----------------------------- |
| 1964   | Leader | (screenplay) (as Ram Mukerji) |